# Euderces pulcher
Euderces pulcher är en skalbaggsart som först beskrevs av Bates 1874.  Euderces pulcher ingår i släktet Euderces och familjen långhorningar.
Artens utbredningsområde är:
- Honduras.
- Nicaragua.

Inga underarter finns listade i Catalogue of Life.